# 瓦洛西讷
瓦洛西讷（法語：Vallorcine，法語發音：[valɔʁsin]）是法国上萨瓦省的一个市镇，位于该省东部，和意大利接壤，属于博讷维尔区。

## 地理
瓦洛西讷（46°2'4"N, 6°55'59"E）面积44.57 平方千米，位于法国奥弗涅-罗讷-阿尔卑斯大区上萨瓦省，该省份为法国东部省份，历史上为薩伏依的一部分，北与瑞士接壤，西接安省，南至萨瓦省，东与瑞士和意大利接壤。
与瓦洛西讷接壤的市镇（或旧市镇、城区）包括：沙莫尼蒙勃朗、帕西、锡克斯特-费尔阿舍瓦勒。

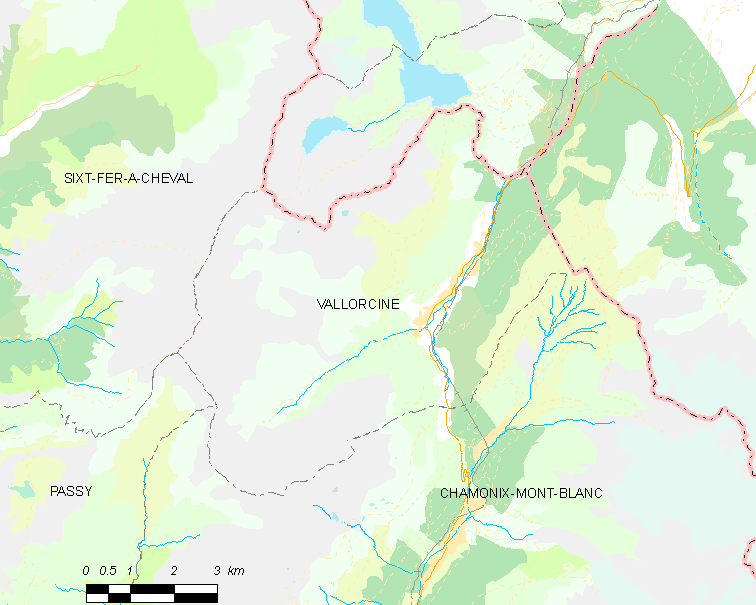
瓦洛西讷的OSM定位图

瓦洛西讷的时区为UTC+01:00、UTC+02:00（夏令时）。

## 行政
瓦洛西讷的邮政编码为74660，INSEE市镇编码为74290。

## 政治
瓦洛西讷所属的省级选区为勃朗峰县。

## 人口

1962-2008年间瓦洛西讷人口变化图示

瓦洛西讷于2022年1月1日时的人口数量为432人。